# Carlisle (Indiana)
Carlisle è una città degli Stati Uniti d'America, situata nello Stato dell'Indiana e in particolare nella Contea di Sullivan.

## Storia
Carlisle prende il nome dall'omonima città della Pennsylvania. L'ufficio postale di Carlisle è operativo dal 1816.